# Сан-Факунду
Сан-Факунду (порт. São Facundo)  —  район (фрегезия) в Португалии,  входит в округ Сантарен. Является составной частью муниципалитета  Абрантеш. По старому административному делению входил в провинцию Рибатежу. Входит в экономико-статистический  субрегион Медиу-Тежу, который входит в Центральный регион. Население составляет 1133 человека на 2001 год. Занимает площадь 77,93 км².
Покровителем района считается Сан-Факунду (порт. São Facundo). 